# Can Sala (Teià)
Can Sala és una obra del municipi de Teià (Maresme) inclosa en l'Inventari del Patrimoni Arquitectònic de Catalunya.

## Descripció
Masia de planta baixa i pis, amb la teulada a dos vessants i el carener perpendicular a la façana principal. Destaquen els tres finestrals gòtics del primer pis, amb llindes treballades en forma d'arc conopial, motllurat, amb lobulacions i amb impostes decorades per capets humans i figures d'animals. La porta és d'arc de mig punt adovellat.
Hi ha una construcció contigua que també consta de planta baixa i pis, amb finestres allindanades de pedra i un portal d'arc rebaixat amb dovelles molt més curtes que les del portal principal de la casa. És coberta a dues vessants, amb el carener paral·lel a la façana.
Els murs d'ambdues construccions són de maçoneria, mentre que les obertures són totes de pedra.

## Història
Del conjunt, la part més antiga és del segle xvi, i la part afegida contiguament és del segle xviii.
També és coneguda pel nom Casa de Dalt i antigament pel nom Mas Sala, segons consta en una comunicació del 1796 dirigida al Rei.
Actualment és propietat de la família Solanas, que l'ha restaurada tot deixant al descobert, en la part corresponent al celler, una façana de pedra que formava part d'una antiga construcció.